# Mogami (cruzador de 1934)
O Mogami (最上) foi um cruzador pesado operado pela Marinha Imperial Japonesa e a primeira embarcação da Classe Mogami, seguido pelo Mikuma, Suzuya e Kumano. Sua construção começou em outubro de 1931 no Arsenal Naval de Kure e foi lançado ao mar em março de 1934, sendo comissionado na frota japonesa em julho do ano seguinte. Era armado com uma bateria principal de dez canhões de 203 milímetros em cinco torres de artilharia triplas, tinha um deslocamento de treze mil toneladas e alcançava uma velocidade máxima de 35 nós (65 quilômetros por hora).
O Mogami foi originalmente finalizado como um cruzador rápido armado com quinze canhões de 155 milímetros divididos em cinco torres de artilharia triplas. Ele serviu brevemente junto com seu irmão Mikuma antes de ser tirado de serviço no final de 1937 a fim de passar por modificações, que desta vez incluíram a substituição de seu armamento principal pelos canhões de 203 milímetros, o que fez o Mogami ser redesignado como um cruzador pesado. Voltou ao serviço em 1939 e no início do ano seguinte foi para a Indochina junto com seus irmãos a fim de pressionar o governo da França.
O Japão entrou na Segunda Guerra Mundial no final de 1941 e o Mogami deu suporte no início do ano seguinte para ações na Malásia e Bornéu, participando também da Batalha do Estreito de Sunda e de uma incursão no Oceano Pacífico. Foi seriamente danificado por ataques aéreos em junho na Batalha de Midway, voltando ao serviço apenas em abril de 1943 depois de ser convertido em um cruzador de aeronaves. Em outubro do ano seguinte participou da Batalha do Golfo de Leyte, quando foi seriamente danificado por navios e aeronaves inimigas e deliberadamente afundado.

## Background e design
Construído sob o Programa de Suplemento de Armamento Maru-1, os cruzadores de classe Mogami foram projetados para os limites máximos permitidos pelo Tratado Naval de Washington, usando a tecnologia mais recente. Isto resultou na escolha da pistola de dupla finalidade (DP) 15,5 cm / 60 3º ano da arma naval como a bateria principal em cinco triplas torreta s capaz de elevação de 55 °. Estes foram os primeiros cruzadores japoneses com torres triplas.

## Batalhas em 1942
Em fevereiro de 1942, sempre ao lado do Mikuma, cobriu os ataques a Java, Sumatra e Bornéu. Atacados por torpedos de submarino norte-americano, conseguiram escapar sem danos durante a missão. Em 28 de fevereiro, ao lado do Mikuma e de outros seis destróieres, o Mogami participou da Batalha do Estreito de Sonda, quando sua frota destruiu dois cruzadores aliados que atacavam transportes de tropas japonesas no Estreito de Sonda.
Em abril e maio, o cruzador fez parte da frota que realizou ataques às fortificações britânicas no Oceano Índico, afundando navios mercantes na Baía de Bengala e na rota Calcutá-Ilhas Maurício.
Na Batalha de Midway, em junho de 1942, o Mogami escapou por pouco da destruição ao ser atacado por aviões norte-americanos quando se dirigia à ilha para bombardear as posições americanas nela, sob as ordens do Almirante Yamamoto. Após uma colisão com seu irmão gêmeo Mikuma na madrugada de 6 de junho, que causou grande avaria ao Mikuma, os dois navios foram atacados pela manhã por esquadrilhas baseadas em Midway e nos porta-aviões USS Enterprise e USS Hornet, com o Mikuma sendo afundado e o Mogami conseguindo escapar da área de combate para a Ilha de Wake,  apesar de sofrer seis impactos e perder 81 homens de sua tripulação.

### 1943
O Mogami voltou ao Japão onde além de ter seus danos reparados, foi convertido num cruzador para transporte de aviões de observação, de maneira a aumentar a capacidade de reconhecimento aéreo da frota.  Duas de suas torres de canhões foram retiradas e substituídas por tanques de combustível para essas aeronaves.

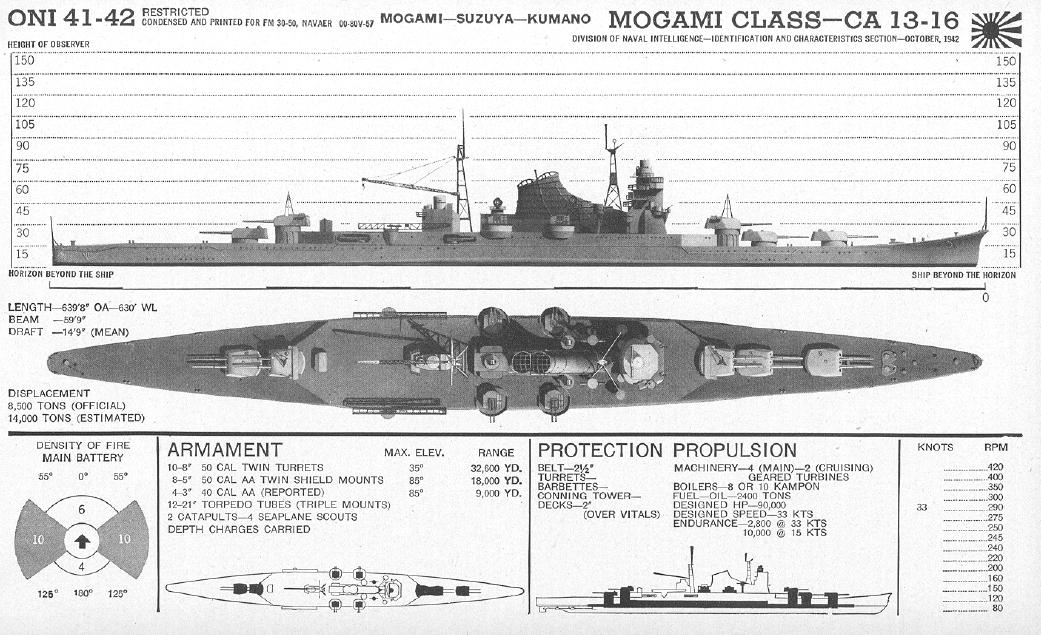
Diagrama do Mogami.

Com a transformação completada em abril de 1943 e transportando a bordo sete hidroaviões de patrulha e reconhecimento, o Mogami se fez novamente ao mar, dirigindo-se a Truk e Rabaul. Nos meses seguintes, realizou diversas missões nesta área do Pacífico e nas Ilhas Salomão, em respostas aos ataques americanos nas Ilhas Marshall e em Bougainville. Em 5 de novembro ele sofreu um ataque de aviões Dauntless do porta-aviões USS Saratoga e atingido por um bomba de 500 libras pegou fogo e perdeu 11 membros da tripulação.
Após este ataque, o Mogami foi novamente enviado ao Japão para reparos e recebeu um reforço na artilharia antiaérea, sendo enviado depois para Singapura.

### Afundamento em 1944
Em junho de 1944, ele fez parte da frota que participou da defesa das Ilhas Marianas ao lado do couraçado Nagato, como escolta dos três porta-aviões do almirante Takeo Kurita, contra a invasão dos Aliados ao arquipélago. Derrotados na Batalha do Mar das Filipinas, o Mogami voltou ao Japão com os remanescentes da frota.
No fim de outubro a frota japonesa se estabeleceu no Brunei, como resposta à ameaça de invasão das Filipinas pelos Aliados. Na manhã de 24 de outubro de 1944, o Mogami lançou um avião de observação para fazer um reconhecimento do Golfo de Leyte. A tripulação do avião enviou mensagem indicando a presença de quatro encouraçados, dois cruzadores e cerca de 60 navios de transporte de tropas se dirigindo para as praias de desembarque e de quatro contratorpedeiros e diversas lanchas-torpedeiras entrando no Estreito de Surigao. Além disso, e principalmente, o avião informou a presença de 12 porta-aviões e quarenta contratorpedeiros a quarenta milhas a sudeste de Leyte. A força japonesa que então se dirigia a Leyte em marcha rápida, foi atacada no Mar de Sulu por aviões destes porta-aviões e o Mogami foi atingido levemente.
Na madrugada do dia 25, a força japonesa foi atacada por destróieres e torpedeiras e dois encouraçados e um contratorpedeiro foram afundados, mas o Mogami continuou intacto. Entretanto, após entrar no Estreito de Surigao, as quatro horas da manhã, ele foi atingido por oito salvas de tiros, que destruíram a ponte e o centro de defesa aérea do navio, matando o capitão e o imediato.
Na tentativa de se retirar para o sul, o Mogami colidiu com outro navio da frota, abrindo um grande buraco lateral no casco e pegando fogo, devido à explosão de cinco torpedos de bordo no acidente. Às 05:30 o cruzador foi novamente atingido por salvas de contratorpedeiros inimigos. Apesar da luta dos sobreviventes em salvar a embarcação, um novo ataque, desta vez por aviões, que lhe despejaram duas bombas de 500 libras no convés, obrigou os tripulantes a abandonarem o barco as 10:47 da manhã. Finalmente, as 12:40 ele foi torpedeado por seu próprio contratorpedeiro de escolta Akebono, que antes conseguiu recolher 700 marinheiros entre os 892 da tripulação, afundando definitivamente as 13:07 de 25 de outubro de 1944.